# Karel (мова програмування)
Karel — навчальна мова програмування, створена під впливом Pascal. Названа на честь Карела Чапека, який придумав слово робот.

## Принципи
Програма на Karel використовується для керування простим роботом на ім'я Karel, що живе в оточенні, що складається з сітки вулиць (зліва-направо) і проспектів (згори-додолу). Karel розуміє п'ять базових наказів: move (Karel рухається на одну клітинку в напрямку куди від дивиться) turnLeft (Karel повертається 90 ° ліворуч), putBeeper (Karel ставить пищик на клітинку де стоїть), pickBeeper (Karel підбирає пищик з клітинки де стоїть) і turnoff (Karel вимикає себе і програма завершується). Karel здатний виконувати логічні запити про безпосереднє оточення, запитуючи чи є пищик на його клітинці, чи є бар'єри поруч із ним і про напрямок куди він дивиться. Програміст може створити нові накази використовуючи для цього п'ять базових наказів і умовні оператори if і while з запитами щодо оточення, і використовуючи конструкцію iterate.

## Історія
Мову в 1970-тих розробив Річ Паттіс коли був студентом у Стенфорді.                                                                                   

## Hello world
Hello world на Karel виглядає так                                                                                  
```
--
 
hello_world
.
kl

PROGRAM
 
hello_world

BEGIN

  
WRITE
(
'Hello, world!'
,
CR
)

END
 
hello_world

```

## Зноски
1. ↑  Karel (programming language) // (unspecified title)
2. 1 2  Programming in Karel (PDF). Архів оригіналу (PDF) за 5 лютого 2020. Процитовано 5 лютого 2020.
3. ↑  Introduction to KAREL Programming. Архів оригіналу за 5 лютого 2020. Процитовано 5 лютого 2020.